# Sumartin
Sumartin falu Horvátországban, Split-Dalmácia megyében, Brač szigetén. Közigazgatásilag Selcához tartozik.

## Fekvése
Splittől légvonalban 42 km-re délkeletre, községközpontjától 2 km-re délkeletre Brač szigetének keleti csücskén fekszik. A sziget legkeletibb, egyúttal legfiatalabb tengerparti települése. Kompjárat köti össze a túlparti Makarska kikötőjével. Kedvelt nyaralóhely, buja mediterrán növényzetével, hangulatos utcácskáival, kis templomával. A kikötőből rálátás nyílik a szemben fekvő Makarskára, és a Biokovo égnek meredő, kopár hegyeire. Apró kavicsos tengerpartja, kis öblei megkapó látványt nyújtanak.

## Története
Ez a terület a 12. századtól a povljai kolostor birtokai közé tartozott. Ekkor már állt a Szent Miklós-hegy tetején a sziget egyik legrégibb temploma a Szent Miklós templom. 1288-ban az itteni Vrello nevű helyet kis halásztanyaként említik. 1320-ban a Sumartini-öblöt még Sitno néven ismerték. Sumartint 1646-ban Hercegovinából érkezett menekültek népesítették be. A 17. században a török megszállta a mai Horvátország és Bosznia-Hercegovina jelentős területeit menekülésre kényszerítve sok keresztény családot. Ekkor érkezett a szigetre a makarskai rendfőnök Petar Kubat atya, aki a makarskai kikötőben tíz, a dalmáciai Zagora és Hercegovina térségéből  menekült  családdal szállt hajóra biztonságos menedéket keresve. A hajó 1646. november 11-én a mai Sumartinnál kötött ki. Ott egy romos bizánci stílusú épület alapjaira építették fel régi védőszentjük, Szent Márton tiszteletére szentelt első plébániatemplomukat, melyről a település a mai nevét kapta. Az új helyet azonban ekkor még arról a magaslatról, mely tájékozódásukat segítette Vrh Bračának, azaz Brač hegyének nevezték el. Mivel a település főként a tengerparton létesült és csak kis mértékben húzódott fel közeli lejtőkre, földművelésre alkalmatlan volt, így az új lakosság megélhetését is a tenger adta. Ezért lakói főként halászok, hajóácsok lettek. Lakói kezdetben a gornji humaci plébániához tartoztak, majd 1714-ben a településnek önálló plébániája lett. Első plébánosa a helyi születésű Frano Borojević volt. A 18. század közepén a település keleti szélén az akkori ferences szerzetes és költő Andrija Kačić Miošić atya ferences kolostor építésébe kezdett. A lakosság száma egészen 1784-ig fokozatosan nőtt, ekkor azonban egy nagy járvány a lakosság felét (mintegy 200 embert) elpusztította. A velencei uralomnak 1797-ben vége szakadt és osztrák csapatok vonultak be Dalmáciába. 1806-ban a sziget az osztrákokat legyőző franciák uralma alá került, de Napóleon lipcsei veresége után újra az osztrákoké lett. 1913-ra felépült a település új plébániatemploma. 1918-ban az új szerb-horvát-szlovén állam, majd később Jugoszlávia része lett. A háború után a szocialista Jugoszláviához tartozott. A település 1991 óta a független Horvátország része. 2011-ben 474 lakosa volt.

## Népesség
| Lakosság változása | Lakosság változása | Lakosság változása | Lakosság változása | Lakosság változása | Lakosság változása | Lakosság változása | Lakosság változása | Lakosság változása | Lakosság változása | Lakosság változása | Lakosság változása | Lakosság változása | Lakosság változása | Lakosság változása | Lakosság változása |
| ------------------ | ------------------ | ------------------ | ------------------ | ------------------ | ------------------ | ------------------ | ------------------ | ------------------ | ------------------ | ------------------ | ------------------ | ------------------ | ------------------ | ------------------ | ------------------ |
| 1857               | 1869               | 1880               | 1890               | 1900               | 1910               | 1921               | 1931               | 1948               | 1953               | 1961               | 1971               | 1981               | 1991               | 2001               | 2011               |
| 423                | 475                | 550                | 608                | 751                | 724                | 0                  | 579                | 575                | 586                | 522                | 445                | 544                | 618                | 482                | 474                |

(1921-ben lakosságát Selcához számították.)

## Nevezetességei
- Az Angyalok királynője tiszteletére szentelt plébániatemploma annak a régi templomnak a helyén áll, melyről a település a nevét kapta. A régi Szent Péter templomot 1911-ben bontották le és még abban az évben elhelyezték az új templom alapkövét. Az építés Pressela építész tervei szerint 1913-ban fejeződött be és még az évben Szent Márton ünnepén megtörtént a felszentelése is.
- A kruškai Szent Miklós kápolna[4] a sziget legrégibb szakrális építményei közé tartozik. A kora román stílusú épület karcsú négyszögletes kupolájával a sziget legszebb hasonló típusú épületeinek egyike.
- A Szent Rókus kápolnát Veliko Brdo településrész lakói építették 1696-ban, később a ferencesek vették át. A falutól keletre az azonos nevű földfokon áll, ahol később a helyi temető is létesült.
- Sumartin közepén a Glavicán áll a Szent Szpiridon kápolna.
- A ferences kolostort[5] a 18. század közepén építették. Itt élt és alkotott a híres ferences költő Andrija Kačić Miošić atya. A kolostor múzeumában értékes művészeti alkotásokat őriznek. Közülük említésre méltó a kora barokk „Utolsó vacsora” ábrázolása a 17. század második feléből. Könyvtára több ősnyomtatvánnyal, kódexszel, misekönyvvel rendelkezik. Nagy helyi történeti jelentőségük van az 1665 és 1755 között bosnyák írással vezetett anyakönyveknek.

## Híres emberek
- Itt tartózkodott és alkotott Andrija Kačić Miošić (1704.-1760.) atya, horvát költő, ferences szerzetes, az itteni kolostor építésének kezdeményezője volt.
- Itt született 1761-ben Andrija Dorotić atya, ferences szerzetes, író, a filozófia és a teológia professzora.
- Itt született 1917-ben Mario Puratić a 20. század feltalálóinak egyike, aki a halászati technológia területén alkotott maradandót.

## Galéria
- A Brač-sziget keleti fokának látképe
- A plébániatemplom
- A kikötő
- Sumartin látképe